# Lil Peep: всё для всех
«Lil Peep: всё для всех» (англ. Everybody’s Everything) — документальный фильм о жизни американского рэпера, певца, автора песен и модели Густава Элайджа Ара, более известного как Lil Peep. Режиссерами фильма выступили Себастьян Джонс и Рамез Силян, продюсером – Бенджамин Соли, исполнительными продюсерами – Терренс Малик, Лиза Уомак и Сара Стеннетт. Картина рассказывает историю жизни исполнителя, от его детства на Лонг-Айленде до внезапной популярности и смерти в 21 год из-за поддельного успокоительного. Название фильма было взято из поста Lil Peep в Instagram, который появился за день до его смерти: «Я просто хочу быть всем для всех».
Показ фильма прошёл 10, 12 и 14 марта на фестивале SXSW в Остине, штат Техас. Показ фильма в кинотеатрах Америки прошёл 15 ноября 2019 года. Премьера фильма в России прошла 21 ноября 2019 года.
Одноимённый сборник был выпущен Columbia Records вместе с фильмом 15 ноября 2019 года.

## Продвижение
Снимок с анонсом опубликовала в инстаграме мать Густава Лиза Уомак. Она объявила, что 115-минутный документальный фильм покажут трижды на протяжении фестиваля SXSW в Остине, штат Техас. Уомак принимала участие в создании картины вместе с другом семьи Терренсом Маликом, режиссерами Себастьяном Джонсом и Рамезом Силяном. В картине пойдет речь о том, какую роль исполнитель сыграл в жизни его друзей, родственников и поклонников. Над саундтреком к фильму работал вокалист рок-группы Fall Out Boy Патрик Стамп.
29 сентября 2019 года на YouTube-канале артиста был опубликован трейлер фильма.

## Актёрский состав
По данным Rotten Tomatoes.
- Lil Peep
- Ghostemane
- Horse Head
- Juicy J
- Post Malone
- Роб Кавалло[англ.]
- Smokeasac
- ILoveMakonnen
- Bighead
- Lil Tracy
- Fish Narc
- JGRXXN
- Mackned
- Джон Уомак[англ.]
- Лиза Уомак
- Yawns

## Отзывы
На агрегаторе рецензий Rotten Tomatoes фильм имеет рейтинг одобрения 100%, основанный на 9 отзывах, со средним рейтингом 7,33/10. Metacritic, который использует средневзвешенное значение, присвоил фильму оценку 73 из 100, основываясь на 6 критиках, указывая на «в целом благоприятные отзывы».